# Yamatarotes yunnanensis
Yamatarotes yunnanensis là một loài tò vò trong họ Ichneumonidae.